# Artemotil
Artemotil (auch Arteether genannt, nicht zu verwechseln mit Artemether) ist ein vom Artemisinin abgeleiteter halbsynthetischer Arzneistoff zur Behandlung der durch Plasmodium falciparum verursachten Malaria.

## Pharmakologische Eigenschaften
Wie alle Artemisinin-Derivate wirkt Artemotil über eine endogene Peroxidgruppe, die in infizierten Erythrozyten vermutlich für die Plasmodien toxische Radikale bildet. Artemotil wird parenteral verabreicht, dies ist bei geschwächten Patienten, die Probleme mit der Nahrungsaufnahme haben, von Vorteil. Artemotil hat im Gegensatz zu anderen Artemisinin-Derivaten bei Injektion eine lange Halbwertszeit von zirka 20 Stunden. Artemotil wird in der Leber zu Dihydroartemisinin metabolisiert, dieses ist ebenso wie Artemotil wirksam.

## Präparate und Verwendung
Artemotil war als Monopräparat Artecef (50 mg und 150 mg Artemotil in Sesamöl) in den Niederlanden zur Notfalltherapie von schweren Malariafällen durch intramuskuläre Injektion zugelassen.
In der Regel rät die Weltgesundheitsorganisation von der Verwendung von Artemisinin-Derivaten als Monosubstanz ab, um die Gefahr der Resistenzbildung gegen Artemisinin-Derivate zu vermindern.